# Tref Alaw
Tref Alaw är en community i Storbritannien. Den ligger på ön Anglesey i kommunen Isle of Anglesey och riksdelen Wales, i den sydvästra delen av landet, 400 km nordväst om huvudstaden London.
De två största byarna är Llanddeusant och Elim.